# Majengo (Moshi)
Majengo ist ein Verwaltungsbezirk (Ward) des Distrikts Moshi (MC) in der tansanischen Region Kilimandscharo.

## Geografie
Majengo liegt im Nordosten von Tansania im Zentrum der Regionshauptstadt Moshi. Die Grenze im Norden ist die Nationalstraße T2, im Westen reicht der kleine Bezirk bis zum Moshi-Askari-Monument an der Kibo Road, im Osten bis knapp an den Fluss Rau.
Der Bezirk grenzt im Nordwesten an Mfumuni, im Norden an einem Punkt an Rau, im Osten an Mji Mpyaim, im Süden an Miembeni und im Westen an Mawenzi. Bei der Volkszählung 2022 lebten 7385 Menschen in 2664 Haushalten auf einer Fläche von 0,8 Quadratkilometern.

## Gliederung
Der Bezirk besteht aus drei Stadtteilen (Mtaa):

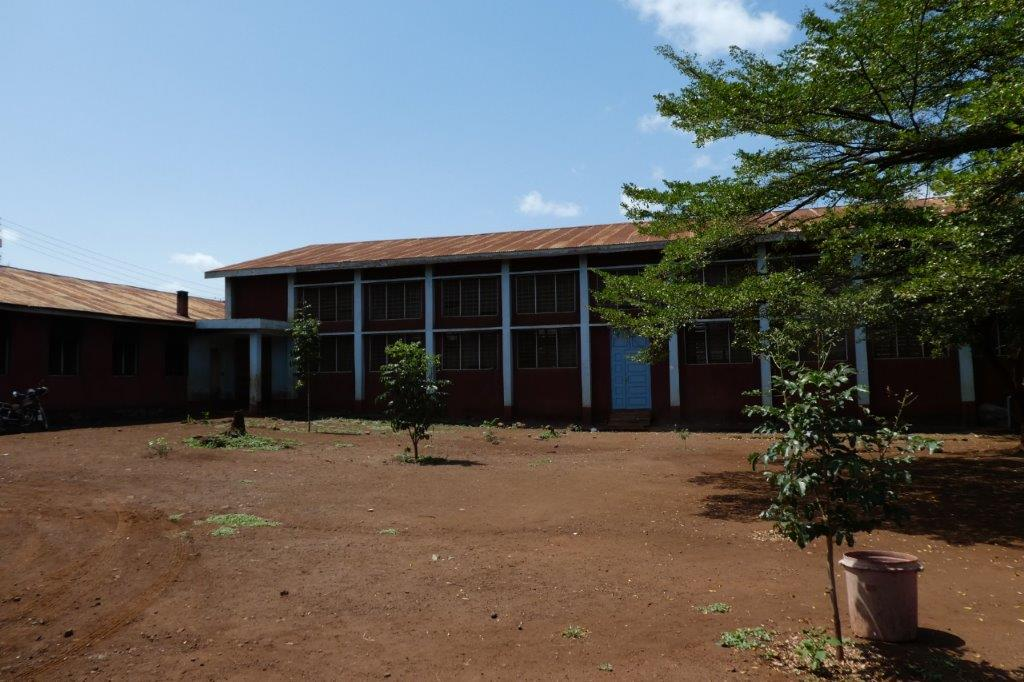
Majengo Secondary School (2019)

- Sokoni
- Makange
- Shaurimoyo

## Wirtschaft und Infrastruktur
- Gesundheit: In Majengo gibt es zwei Gesundheitszentren, ein staatliches, das nur ambulant behandelt,[8] und ein privates für ambulante und stationäre Patienten.[9] Außerdem liegt eine private Apotheke im Bezirk.[10]
- Bildung: Die Majengo Secondary School ist eine von der katholischen Kirche geführte weiterführende Schule.[11][12]
- Sport: Im Bezirk liegt das Majengo-Stadion.[3]

## Sonstiges
Die Stiftung „Wasser für die Welt“ förderte 2022 ein Projekt zur Wasserversorgung der Majengo Secondary School.